# О
О (О, о, o) – 16. litera podstawowej cyrylicy. Jest przypisywana dźwiękowi [ɔ] lub [o]. Pochodzi od greckiej litery Ο. Ma taki sam kształt oraz brzmienie jak łacińska litera O.

## Kodowanie
| Znak                   | О                         | О                         | о                       | о                       |
| ---------------------- | ------------------------- | ------------------------- | ----------------------- | ----------------------- |
| Nazwa w Unikodzie      | Cyrillic Capital Letter O | Cyrillic Capital Letter O | Cyrillic Small Letter O | Cyrillic Small Letter O |
| Kodowanie              | dziesiątkowo              | szesnastkowo              | dziesiątkowo            | szesnastkowo            |
| Unicode                | 1054                      | U+041E                    | 1086                    | U+043E                  |
| UTF-8                  | 208 158                   | d0 9e                     | 208 190                 | d0 be                   |
| Odwołania znakowe SGML | &#1054;                   | &#x041E;                  | &#1086;                 | &#x043E;                |
| Macintosh Cyrillic     | 142                       | 8E                        | 238                     | EE                      |
| ISO 8859-5             | 190                       | BE                        | 222                     | DE                      |
| Windows-1251           | 206                       | CE                        | 238                     | EE                      |
| Code page 855          | 215                       | D7                        | 214                     | D6                      |
| KOI8-R i KOI8-U        | 239                       | EF                        | 207                     | CF                      |